# Rio Baciu (Tâmpa)
O Rio Baciu é um rio da Romênia afluente do rio Tâmpa, localizado no distrito de Prahova.